# Phyllium giganteum
Phyllium giganteum (PSG: 72) is een insect uit de familie Phylliidae (wandelende bladeren). Deze soort is een wandelend blad.

## Algemeen
De soort leeft alleen in westelijk Maleisië en is de grootst bekende soort van het geslacht Phyllium. Omdat de meeste soorten een zeer verscholen leven leiden in dichtbegroeide bossen is het echter niet ondenkbaar dat er nog grotere soorten worden ontdekt. Een andere bekende soort, Phyllium celebicum, blijft iets kleiner en smaller maar lijkt er sterk op.

## Beschrijving
Net zoals wandelende takken heeft ook dit dier een uitstekende camouflage: het lichaam lijkt sprekend op een rafelig blad. Niet alleen is de kleur groen en het lijf plat en ovaal, ook worden de nerven nagebootst. De poten zijn bruin en hebben inkepingen en lijken onregelmatig. Hierdoor wordt het voor een potentiële vijand nog moeilijker om ze te zien. Als het dier toch gevangen wordt, houdt het zich dood, want insecteneters eten geen dode insecten en laten het wandelend blad soms vallen. Dit is tevens de enige verdediging, een wandelend blad is verder volkomen weerloos.

## Voeding
Zoals alle wandelende bladeren eet ook deze soort enkel planten, en wel de bladeren ervan. Er zijn meerdere soorten planten die gegeten worden, liefst braamachtigen, die vanwege de stekels niet erg geliefd zijn bij andere planteneters. Het wandelend blad is zo goed gecamoufleerd dat het ook moet uitkijken dat planteneters niet de tanden in het "blad" zetten. Als dit insect in gevangenschap wordt gehouden kan het, na braam, ook bladeren van diverse eikensoorten als voeding krijgen.

## Voortplanting
De voortplanting is bijzonder. Er komen in de natuur wel mannetjes voor maar deze zijn niet benodigd bij het kweken van dieren in gevangenschap. De vrouwtjes krijgen dan onbevruchte eitjes die echter wel uitkomen en allemaal vrouwelijk zijn. Dit wordt maagdelijke voortplanting (parthenogenese) genoemd.

## Ontwikkeling
Alle exemplaren die door middel van parthenogenese worden geboren zijn vrouwtjes. Bij deze soort komt ook gynandromorfisme voor: het verschijnsel dat een exemplaar vele mannelijke kenmerken bezit, maar toch vrouwelijk is. Zowel gynandromorfen als gewone mannetjes zijn smaller en kleiner dan vrouwtjes en worden niet groter dan 8 centimeter. De jonge dieren worden nimfen genoemd en zijn tot de eerste vervelling roodbruin. Later als ze gaan eten kleuren ze bij naar groen. De eitjes komen na 5 tot 6 maanden uit en het duurt nog eens zo lang voor de dieren volwassen zijn.